# Жртвени јарац (слика)
Жртвени јарац (енгл. The Scapegoat; 1856) слика је енглеског уметника Вилијама Холмана Ханта на којој је приказан „жртвени јарац“ описан у библијској књизи „Левит“ (трећа књига Мојсијева), за коју је Бог заповедио да мора ритуално да се протера из стада израелског као жртва за ритуално прочишћење људи. У духу хришћанског предања и теологије, Хант сматра да је јарац прототип за искупљење жртава што је поднео Исус Христос, и да јарац представља управо овај аспект Спаситеља, као што се наводи у библијској књизи „Исаија“ као Божји слуга-страдалац. Хант је врамил слику наводећи: „Али он је наше болести, узео на себе наше болове,док смо мислили да је Бог учинио и мучи“ (Исаија 53:4) и „Такав јарaц ће однети са собом сва њихова безакоња у непроходну земљу и тада нека пусти јарца на земљу“. (Левит 16:22)
У изложбеном каталогу Краљевске академије, Хант је написао да је „сцена насликана у Усдуму, на ивици Мртвог мора прекривена сољу. У даљини Едомске планине“.

## Намера и значење
Ова слика је јединствено важно дело Ханта, насликано за време прве посете Свете Земље, где је дошао због сопствене кризе вере. Хант је желео да искуси конкретна места која се помињу у Библији, како би сачувао однос између вере и истине. Оставши у Јерусалиму, Хант се срео са Хенри Вентворт Монк, пророком миленаристом који је имао теорије за осећање жртвеног јарца и близине Страшног Суда. Монк је био нарочито преокупиран хришћанским ционизмом.
Тематику је Хант преузео од Тората, у његовим напорима Јевреји како би их преобратио у хришћанство. То је сметало да јеврејско заступање за јарца се поклапа са хришћанским разумевањем за Спаситеља као страдаоца. Хант је писао свом пријатељу Џ. Е. Миле: „Са пуно наде сматрам да је [Жртвени јарац] сваки намеран Јеврејин који може да сагледа Спаситеља као што је био, а не као некаквог овоземаљског цара, као што они схватају“.

## Верзије
Слика постоји у две верзије и обе су рађене у истом временском периоду, мања верзија са јаснијим бојама и тамном длаком јарца (Уметничка галерија Манчестер) и већа верзија у мутнијим тоновима са светлом бојом длаке јарца (Уметничка галерија Леди Левер, Порт Санлајт).